# Comuna Petelea, Mureș
Petelea (în maghiară: Petele, în germană: Birk) este o comună în județul Mureș, Transilvania, România, formată din satele Habic și Petelea (reședința).

## Demografie
Componența etnică a comunei Petelea
     Români (71,83%)
     Romi (21,96%)
     Alte etnii (0,81%)
     Necunoscută (5,41%)
Componența confesională a comunei Petelea
     Ortodocși (89,96%)
     Adventiști (1,04%)
     Alte religii (3,43%)
     Necunoscută (5,57%)
Conform recensământului efectuat în 2021, populația comunei Petelea se ridică la 3.088 de locuitori, în creștere față de recensământul anterior din 2011, când fuseseră înregistrați 2.977 de locuitori. Majoritatea locuitorilor sunt români (71,83%), cu o minoritate de romi (21,96%), iar pentru 5,41% nu se cunoaște apartenența etnică. Din punct de vedere confesional, majoritatea locuitorilor sunt ortodocși (89,96%), cu o minoritate de adventiști (1,04%), iar pentru 5,57% nu se cunoaște apartenența confesională.

## Politică și administrație
Comuna Petelea este administrată de un primar și un consiliu local compus din 13 consilieri. Primarul, Sorin Pompei Pădurean[*], de la Partidul Național Liberal, este în funcție din 2008. Începând cu alegerile locale din 2024, consiliul local are următoarea componență pe partide politice:
|  | Partid                          | Consilieri | Componența Consiliului | Componența Consiliului | Componența Consiliului | Componența Consiliului | Componența Consiliului | Componența Consiliului | Componența Consiliului |
|  | ------------------------------- | ---------- | ---------------------- | ---------------------- | ---------------------- | ---------------------- | ---------------------- | ---------------------- | ---------------------- |
|  | Partidul Național Liberal       | 7          |                        |                        |                        |                        |                        |                        |                        |
|  | Partidul Social Democrat        | 3          |                        |                        |                        |                        |                        |                        |                        |
|  | Alianța pentru Unirea Românilor | 2          |                        |                        |                        |                        |                        |                        |                        |
|  | Uniunea Salvați România         | 1          |                        |                        |                        |                        |                        |                        |                        |

## Personalități născute aici
- Victor Mera (1886 - 1948), om politic;
- Virgil Bercea (n. 1957), episcop al Bisericii Române Unită cu Roma, Greco-Catolică;
- Aurora Chin (n. 1958), sportivă la tir cu arcul.

## Imagini

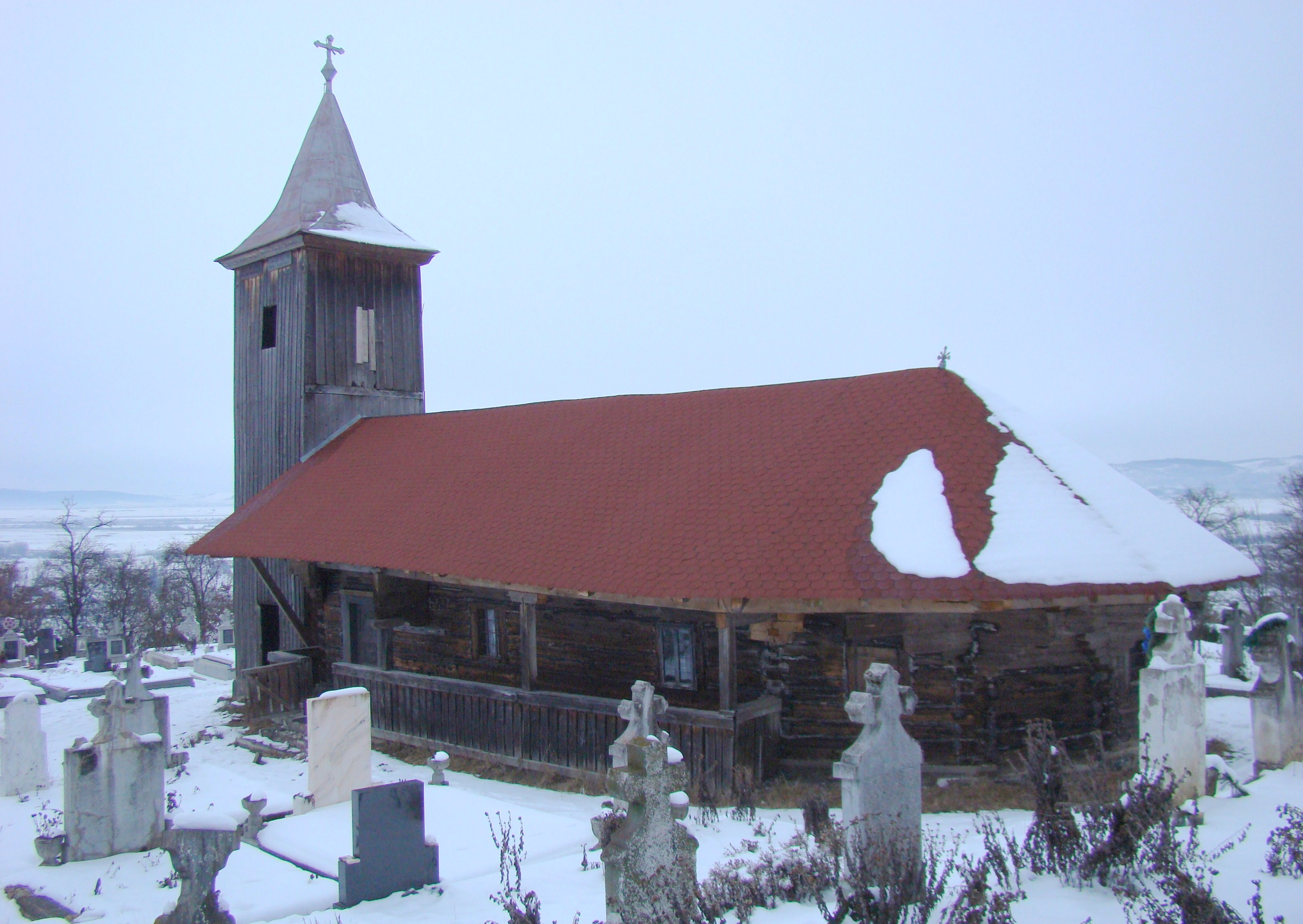
Biserica de lemn din Petelea (monument istoric)
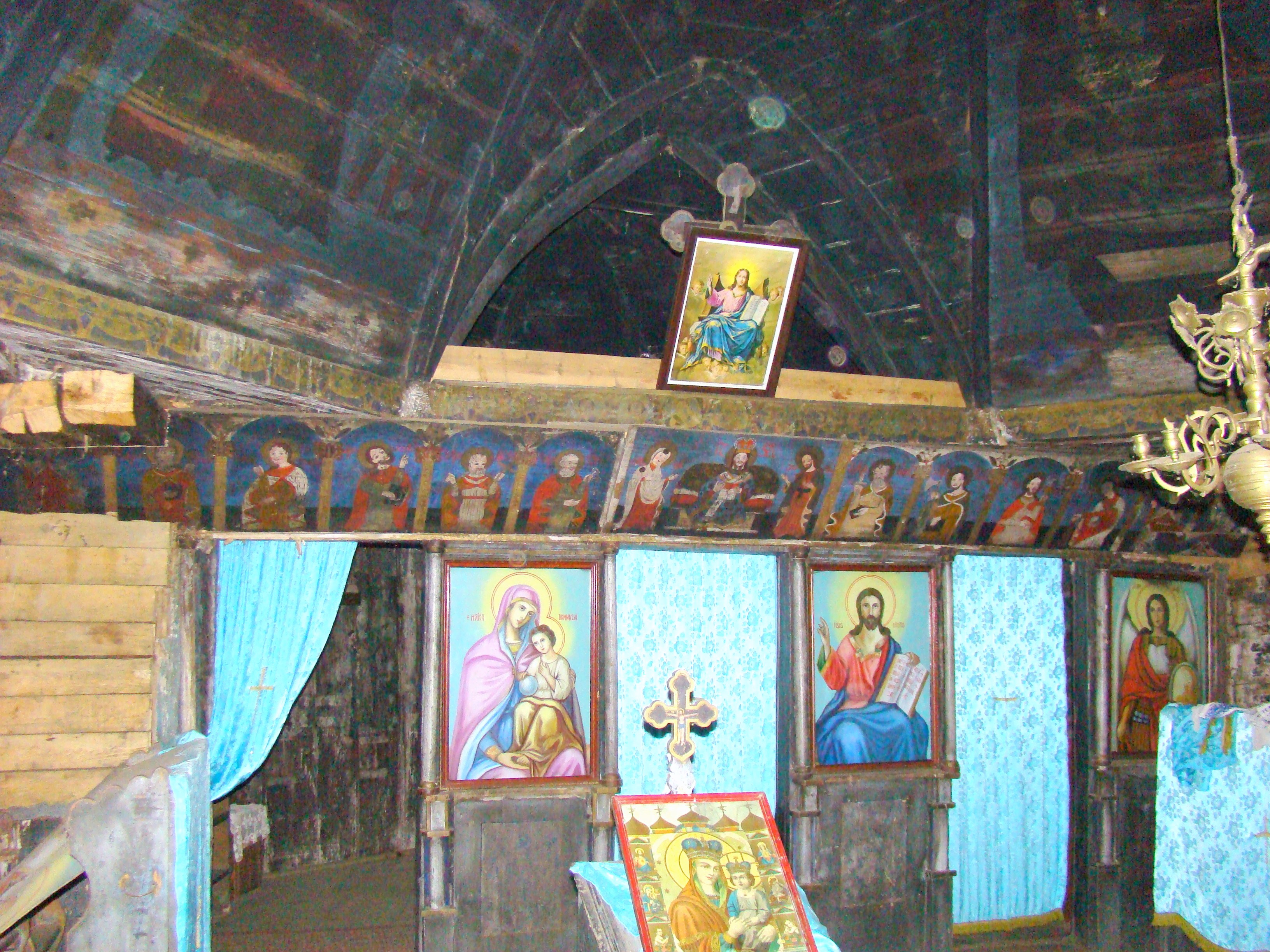
Biserica de lemn din Petelea (monument istoric)
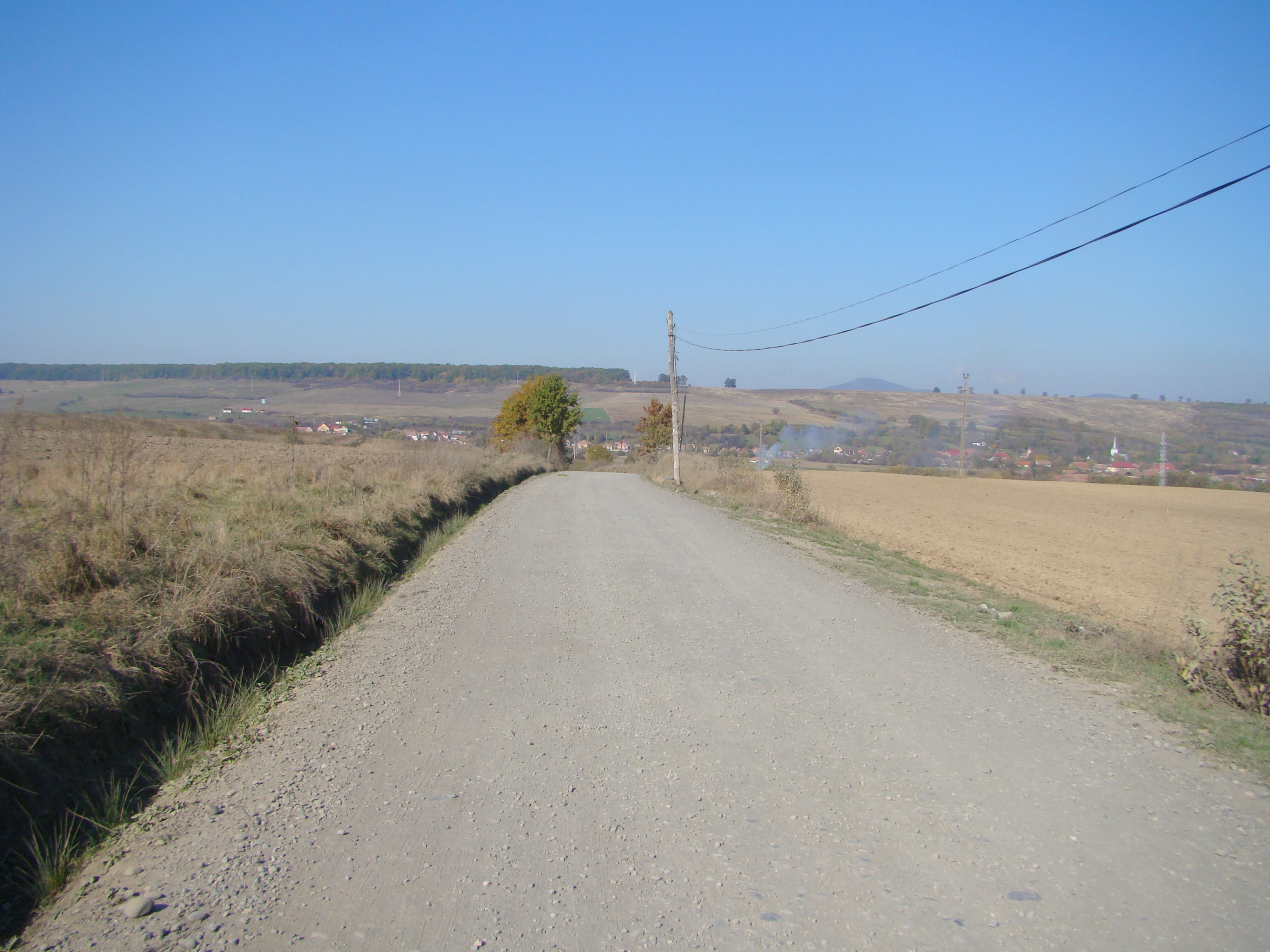
Drumul spre Habic
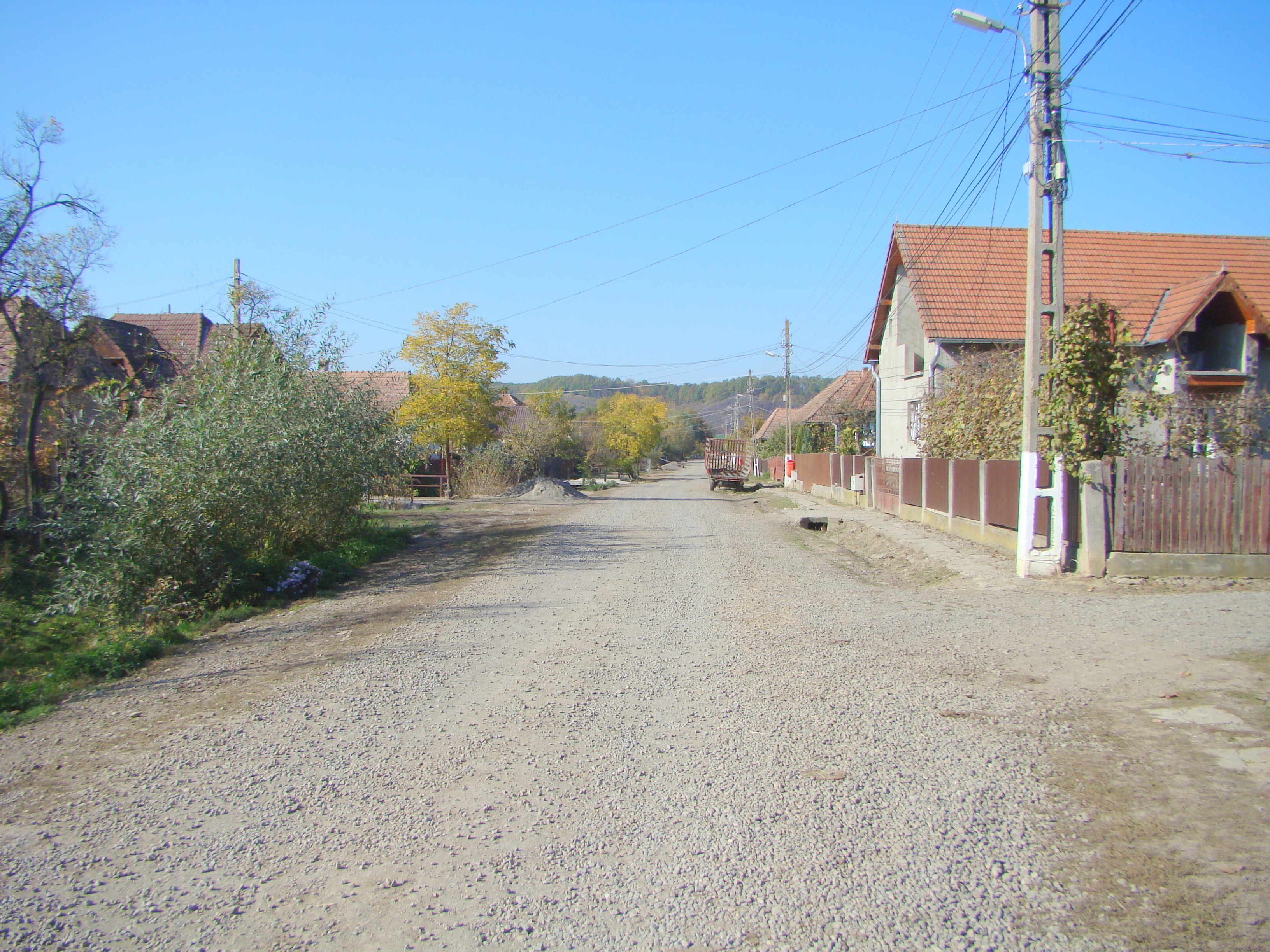
Habic
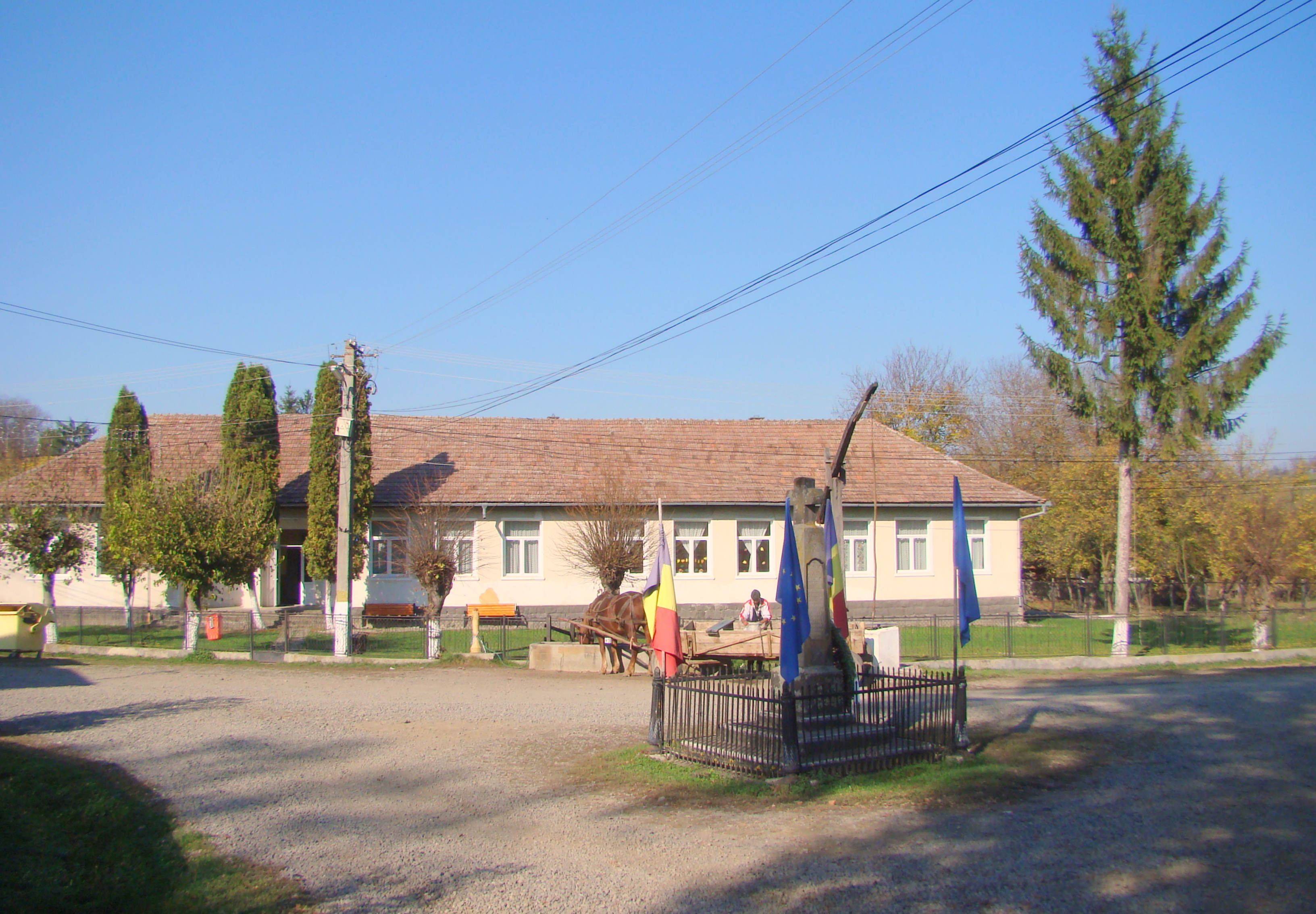
Școala și Monumentul eroilor
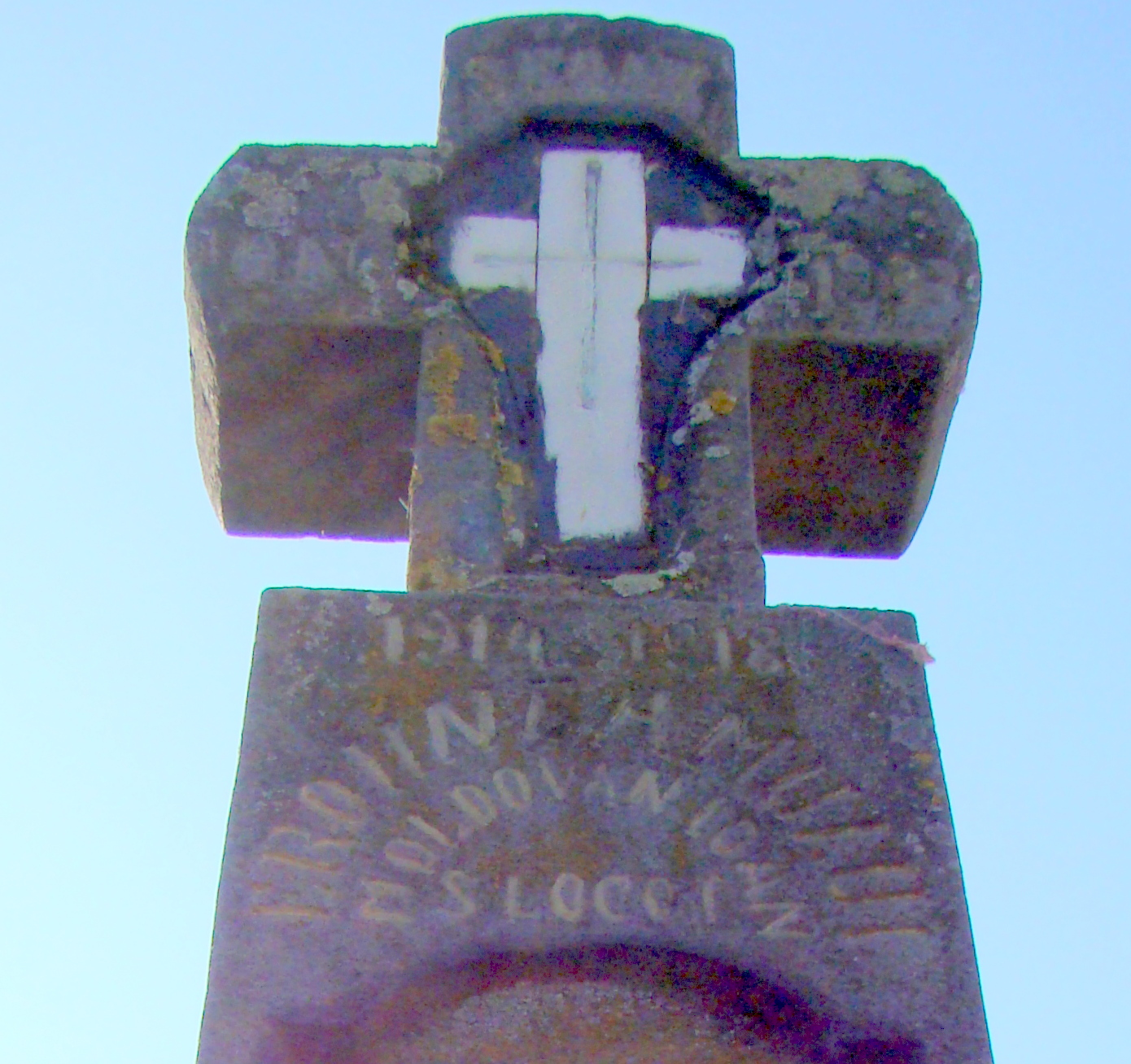
Monumentul eroilor (detaliu)
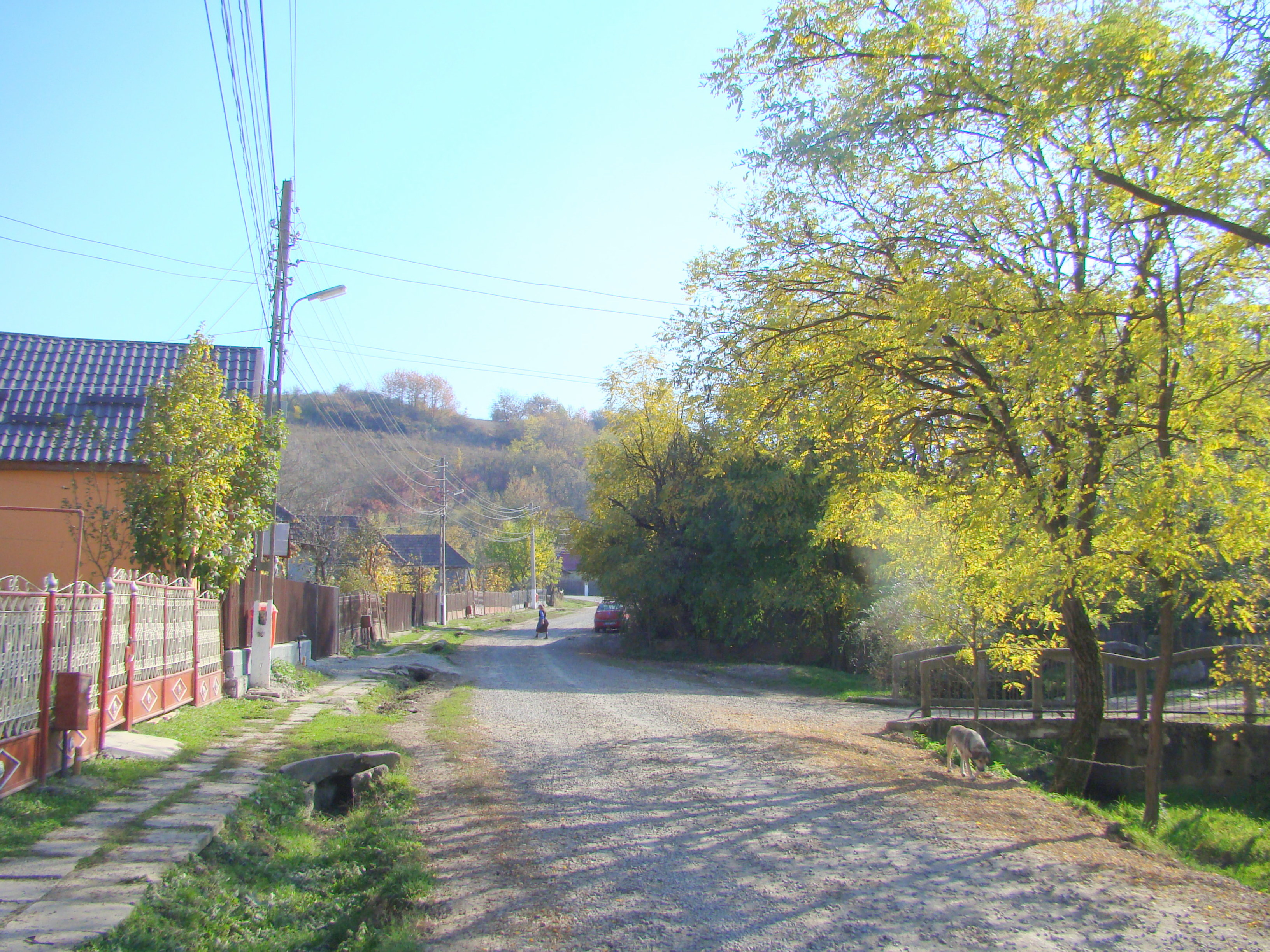
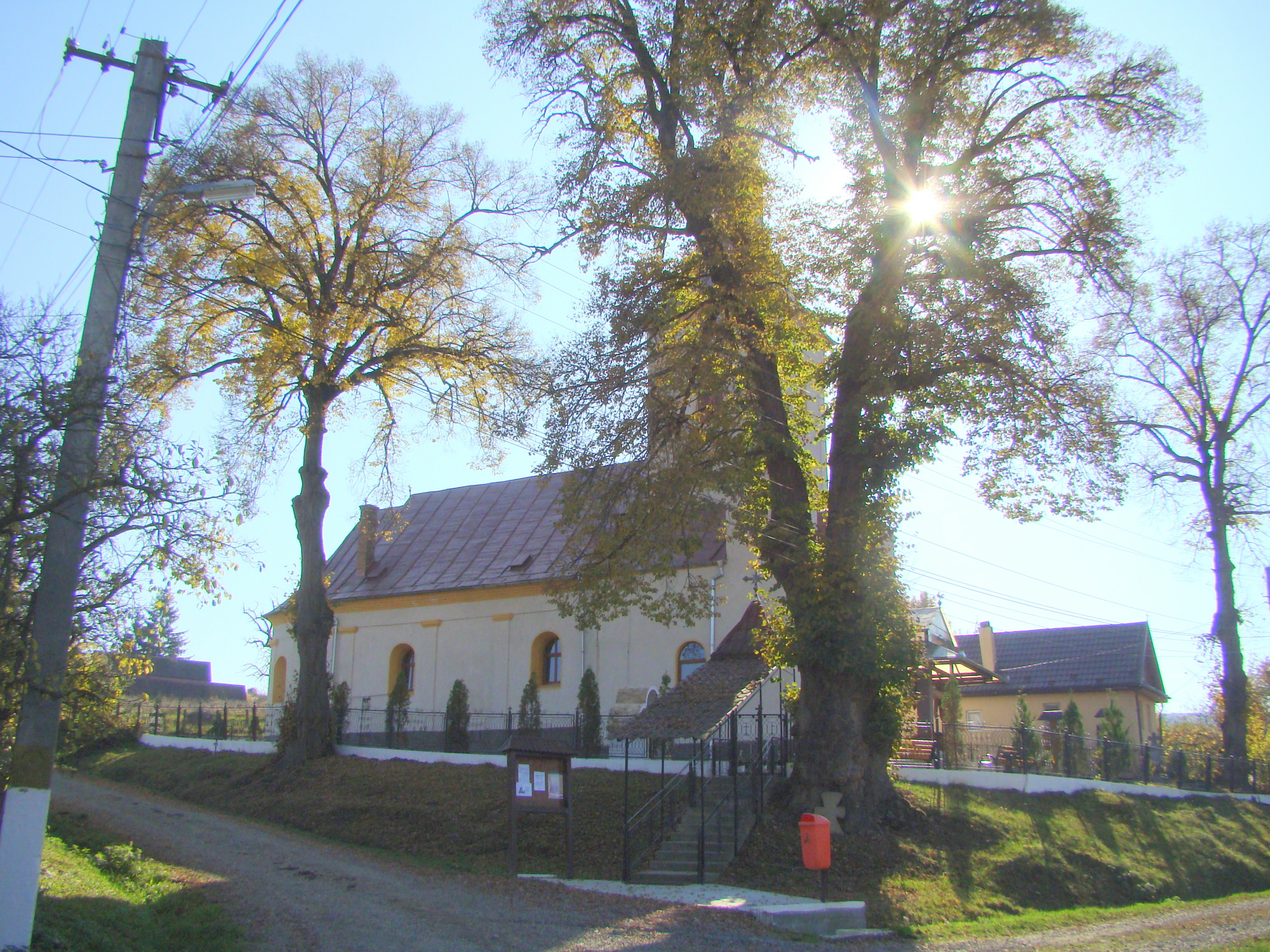
Biserica „Sfântul Ierarh Nicolae” (1817)
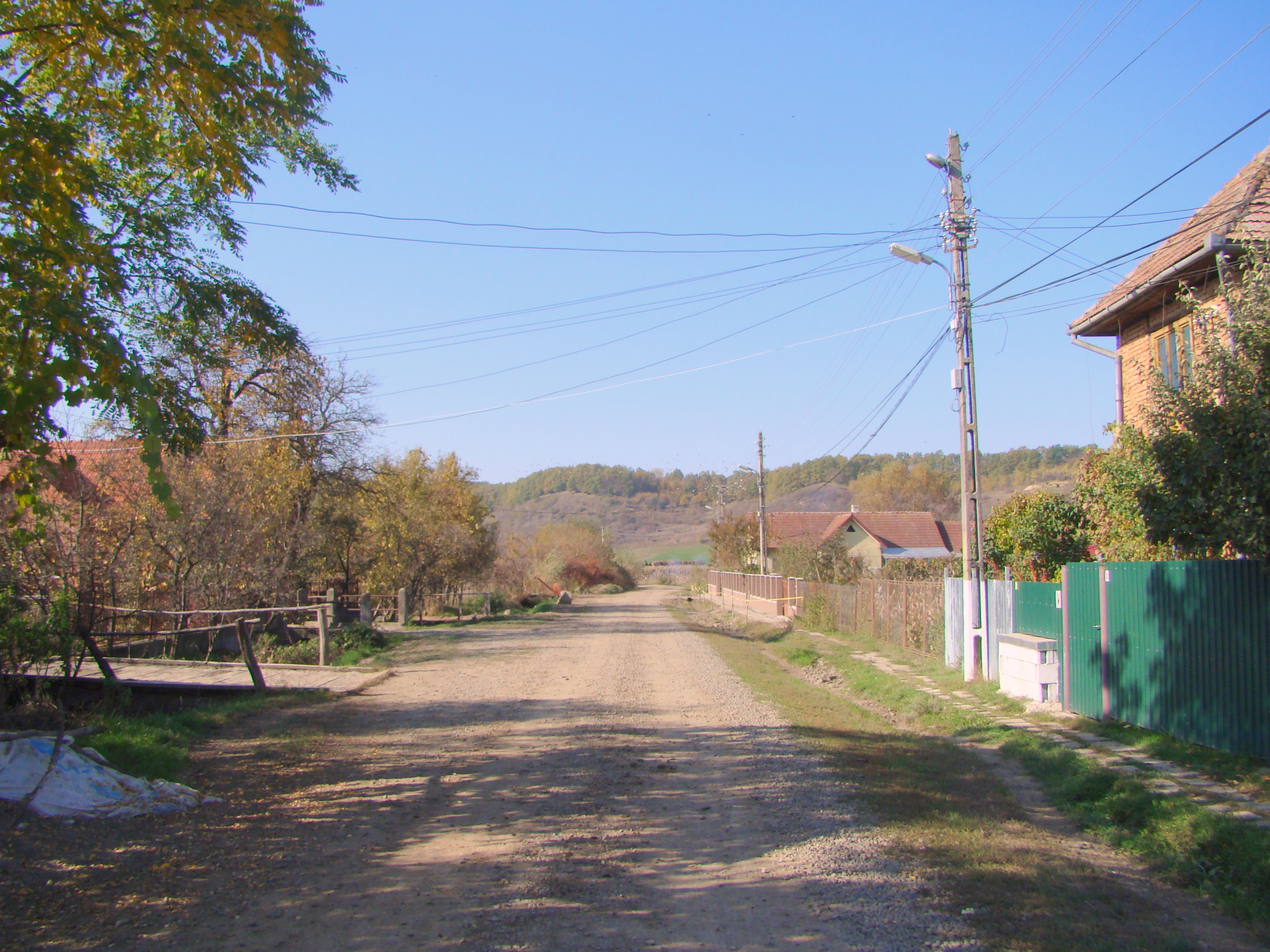
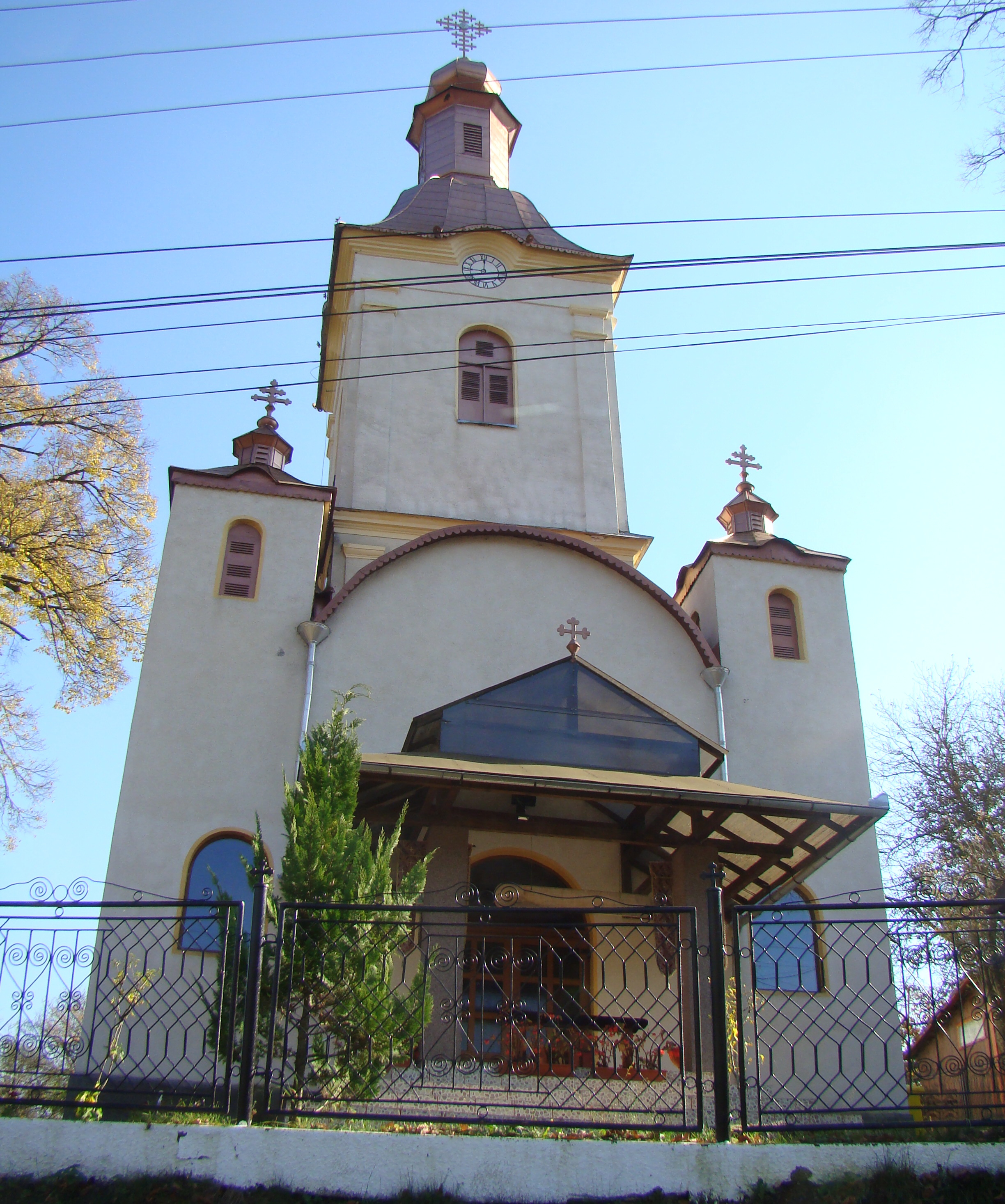
Biserica „Sfântul Ierarh Nicolae” (1817)